# المجموعة الفردانية A1
المجموعة الفردانية A1 أو A-P305 أو السُّلالة A1، هي مجموعة فردانيَّة بشريَّة ذكوريَّة. ومثل المجموعة الفردانية الأم، المجموعة الفردانية A0-T والمعرُوفة باسم (A-L1085)، تتضمن A1 الغالبيَّة العظمى من الذكور من البشر الأحياء اليوم. وقد ظهرت السُّلالة في أفريقيا منذ حوالي 161,300 ألف سنة. وبالمقارنة، فإنها مثل أعضاء الفئة الفرعية الشقيقة الوحيدة لها، المجموعة الفردانية A0، هي الفئة الفرعية الأساسية الأخرى الوحيدة للمجموعة الفردانية A0-T - والذي تتواجد في الغالب في أفريقيا.
يقتصر وجود السُّلالة A1 بشكلٍ كبير على السكان الأصليين في إفريقيا، على الرغم من أنه تم الإبلاغ عن عدد قليل من الحالات في أوروبا وغرب آسيا. تم العثور على السُّلالة A1 بأعلى معدلاتها في شعب الجيلي (جنوب الكاميرون) بنسبة 8.3% وبنسبة 1.5% بين البربر من تونس وفي غانا. يحقق الفرع الحيوي أيضًا ترددات عالية في مجتمعات البوشمان التي تعتمد على الصيد وجمع الثمار في جنوب أفريقيا ، تليها عن كثب العديد من المجموعات النيلية في شرق أفريقيا . ومع ذلك، فإن أقدم الفئات الفرعية للمجموعة الفردانية A توجد حصريًا في وسط وشمال غرب أفريقيا ، حيث يُعتقد أنها، وبالتالي كروموسوم آدم Y، قد نشأت منذ حوالي 140,000 سنة. وقد لوحظ أيضًا هذا الفرع الحيوي بترددات ملحوظة في بعض المجموعات السكانية في إثيوبيا، وكذلك في بعض مجموعات الأقزام في وسط أفريقيا.

## الحواشي
1. 1 2  Cruciani F، Trombetta B، Massaia A، Destro-Bisol G، Sellitto D، Scozzari R (يونيو 2011). "A revised root for the human Y chromosomal phylogenetic tree: the origin of patrilineal diversity in Africa". American Journal of Human Genetics. ج. 88 ع. 6: 814–8. DOI:10.1016/j.ajhg.2011.05.002. PMC:3113241. PMID:21601174.
2. ↑  Scozzari R، Massaia A، D'Atanasio E، وآخرون (2012). "Molecular dissection of the basal clades in the human Y chromosome phylogenetic tree". PLOS ONE. ج. 7 ع. 11: e49170. Bibcode:2012PLoSO...749170S. DOI:10.1371/journal.pone.0049170. PMC:3492319. PMID:23145109.